# Hoffmannseggia prostrata
Hoffmannseggia prostrata är en ärtväxtart som beskrevs av Dc. Hoffmannseggia prostrata ingår i släktet Hoffmannseggia och familjen ärtväxter. Inga underarter finns listade i Catalogue of Life.